# Coeleumenes indianus
Coeleumenes indianus är en stekelart som först beskrevs av Henri Saussure 1855.  Coeleumenes indianus ingår i släktet Coeleumenes och familjen Eumenidae. Inga underarter finns listade i Catalogue of Life.